# Stibococcus cerinus
Stibococcus cerinus är en insektsart som beskrevs av Miller och González 1975. Stibococcus cerinus ingår i släktet Stibococcus och familjen filtsköldlöss. Inga underarter finns listade i Catalogue of Life.